# Riu Paraíba
El riu Paraíba és un curs d'aigua que banya l'estat de Paraíba, en el Brasil. És un dels més importants de l'estat a causa de la seva extensió i rellevància econòmica. Part del seu llit minva d'amplada en èpoques de sequera, però des del curs mitjà fins a la desembocadura, és un riu perenne. També se'l coneix com Paraíba do Norte, per diferenciar-lo del Paraíba do Sul, que recorre l'estat de Rio de Janeiro.
El 2006, un informe de les espècies d'ocells del seu estuari va revelar l'existència de 89 espècies diferents, entre aus endèmiques i migratòries.
La conca hidrogràfica del Paraíba és la segona major de l'estat (queda enrere només de la del riu Piranhas) i comprèn el 38% del territori, abrigant 1 828 178 habitants, el que correspon a 52% de la població total de l'estat. El Paraíba banya desenes de municipis i ciutats importants, passant per la regió més urbanitzada i industrialitzada de l'estat. En la seva conca s'hi troben les ciutats de João Pessoa, la capital, i Campina Grande, el segon major centre urbà de l'estat. En el seu extrem oest, les aigües reguen gran quantitat de granges.

## Etimologia
L'etimòleg Antenor Nascentes determina l'origen del nom del riu (i posteriorment de l'estat) en els termes de la llengua tupí pa'ra (riu) i la'iba («impracticable a la navegació»).
No obstant això, altres fonts havien suggerit que aquesta mateixa paraula hauria vingut del nom indígena per l'arbre Simarouba versicolor, que floreix abundantment en la regió i és popularment denominat pal-paraíba. Una tercera versió, narrada en la novel·la Iracema de l'escriptor cearense José de Alencar, suggeria que el significat era «riu que és un braç de mar» (pará-hyba), pel llarg estuari que forma.
Abans de l'arribada dels portuguesos, el riu ja era conegut pels indis potiguaras pel seu actual nom, Paraíba. L'explorador portuguès André Gonçalves el va denominar riu de São Domingos, que és una adaptació del nom que els francesos — llavors presència constant en el litoral paraibano — ja li havien donat: riu Saint-Domingue.

## Història

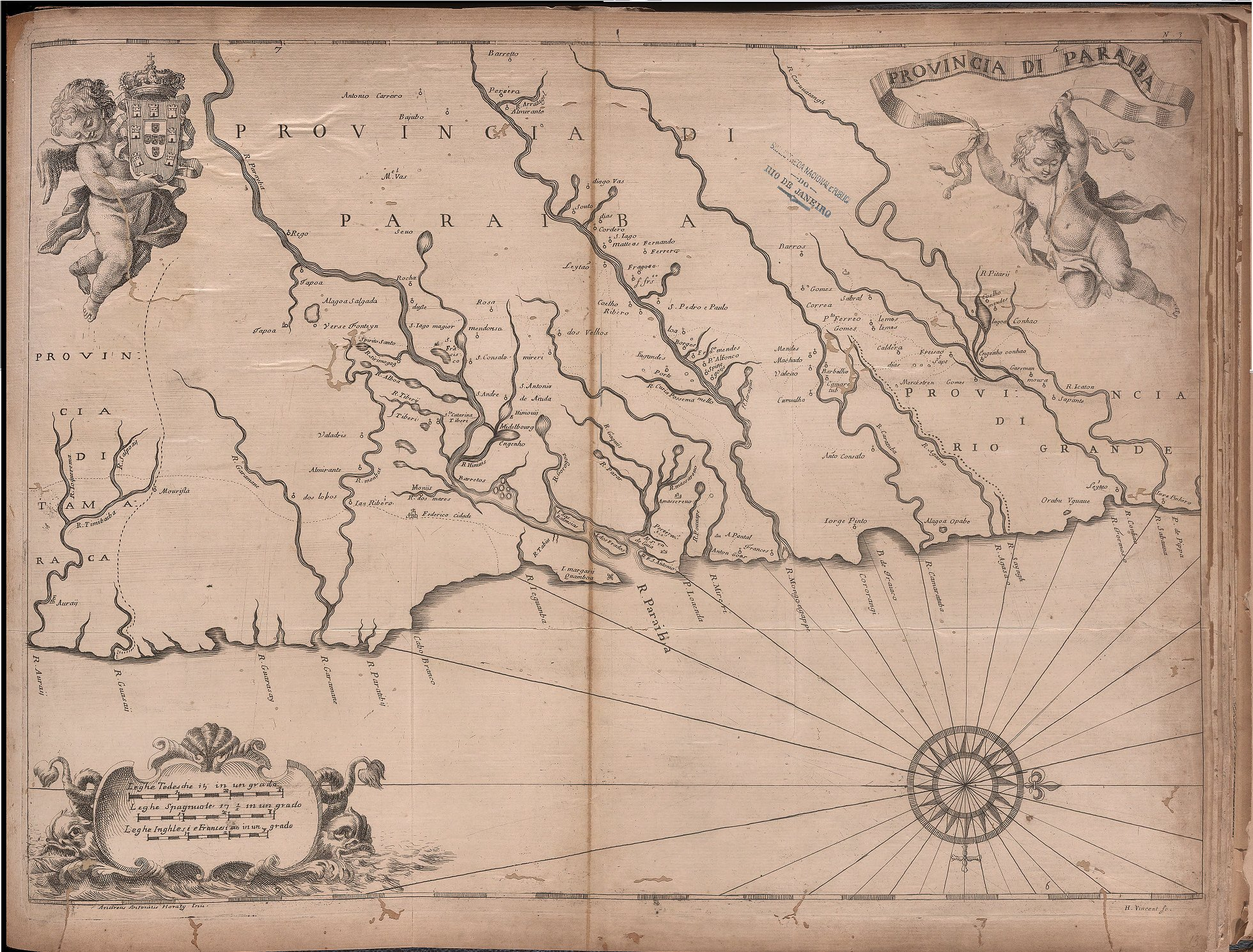
Mapa del de la llavors Capitania da Parahyba, amb el riu Paraíba al centre

El 1574, una gran expedició lusitana va sortir de la Capitania de Pernambuco fins a la desembocadura del Paraíba i el seu comandant va prendre possessió de la regió en nom del Rei de Portugal amb actes i solemnitats. Els indis potiguaras van lluitar per desfer-se del domini europeu, arribant a matar un dels fills de Diogo Dias. Fins al 1585, data efectiva de la fundació de la capitania, el territori va resta sota domini indígena i els portuguesos es limitaven a enviar algunes patrulles per foragitar els vaixells francesos.
Durant més de deu anys, fins al 1585, la presència efectiva de portuguesos en la Capitania d'Itamaracá, com es deixa aquella divisió administrativa del Brasil colonial, continuaria a limitar-se als marges del riu Goiana, ja que, només els traficants francesos de pau-brasil i uns pocs aventurers europeus gosaven arribar fins on desembocava el Paraíba.

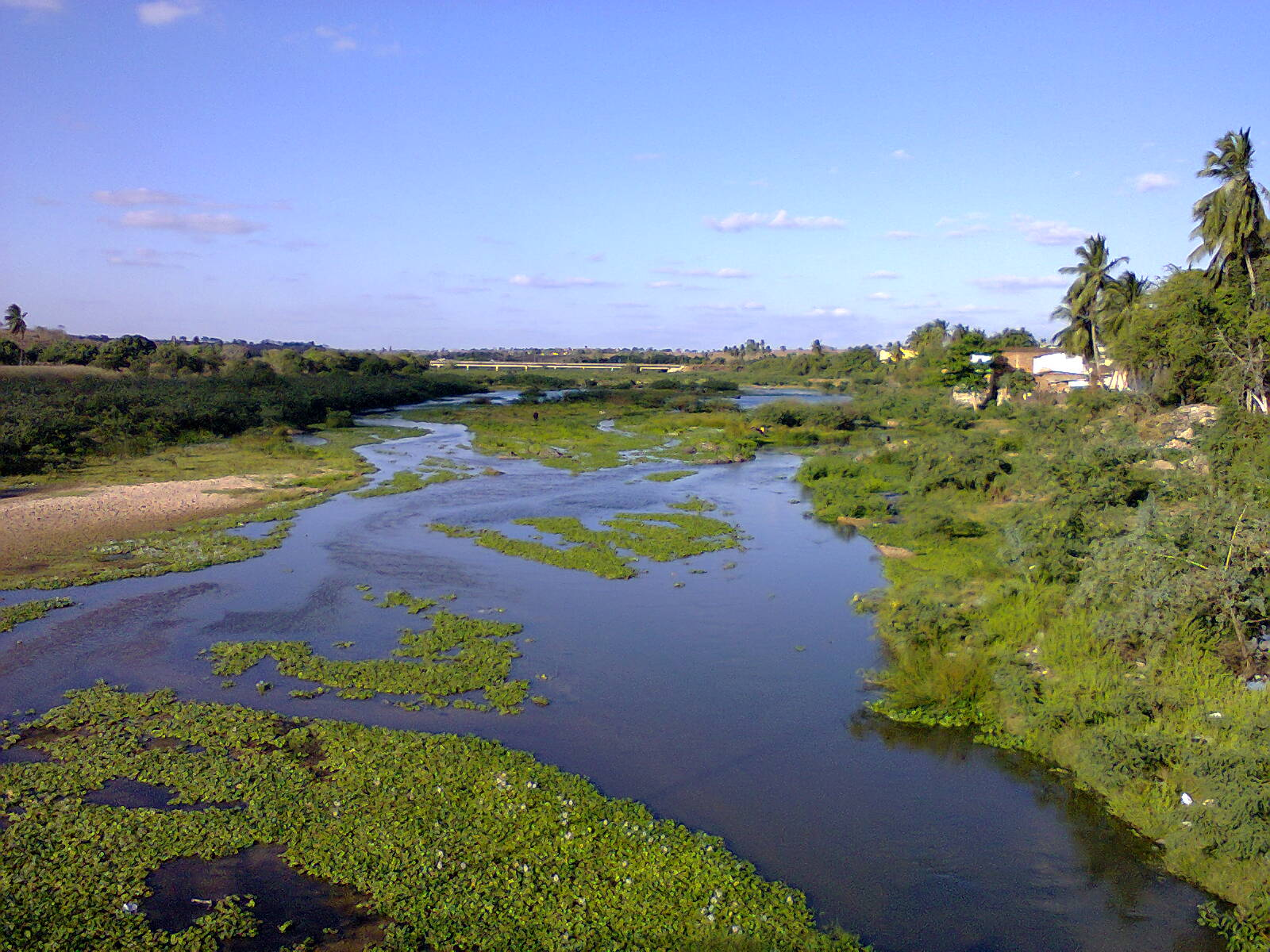
El riu al seu pas per Itabaiana.

La primera inundació causada pel riu Paraíba de la que es té notícia va ocórrer el 1641, causant estralls als poblats situats a la plana, però tenint poc impacte en víctimes humanes. Altres que es van succeir encara en l'època colonial van ser les de 1698 i 1731. La següent, el 1780, va arrossegar una gran creu fins a una vila que, des de llavors, va rebre el nom de Cruz do Espírito Santo. L'última gran inundació va ser la de 1924, que va arrasar ciutats de l'agreste paraibano, com Itabaiana i Pilar. La construcció de la presa del Boqueirão, en el curs mitjà del riu, va limitar els efectes de les crescudes, que ara només ocorren en el curs baix, alimentat per afluents. Per exemple, la crescuda de 1985, que va arrasar la ciutat de Cruz do Espírito Santo; la de 2004, que va causar desperfectes en moltes localitats; o la de 2011, afectant la ciutat d'Itabaiana.

## Conca hidrogràfica

### Característiques
El Paraíba neix a més de mil metres d'altitud en la Serra de Jabitacá, entre els municipis de Monteiro i Sertânia, a Pernambuco. Recorre tota la regió centre–sud paraibana i banya una àrea de 20.071,83 km², compresa entre les latituds 6°51'31" i 8°26'21" sud i les longituds 34°48'35" i 37°2'15" a l'oest del meridià de Greenwich.

L'aiguaneix se situa en el pic de la Bolandeira, a una altitud de 1.079 metres. En el seu curs més alt, té el nom de riu Meio i rep diversos afluents, destacant el Taperoá, que arriba al Paraíba just abans de Boqueirão. En el curs mitjà, el riu té, com principals afluents, el Paraibinha, que forma la presa d'Acauã, i el Gurinhém, a partir del qual passa a córrer en el seu curs baix. En aquesta última etapa, els seus principals tributaris són el Paroeira i el Sanhauá, que separa les ciutats de João Pessoa i Bayeux. 

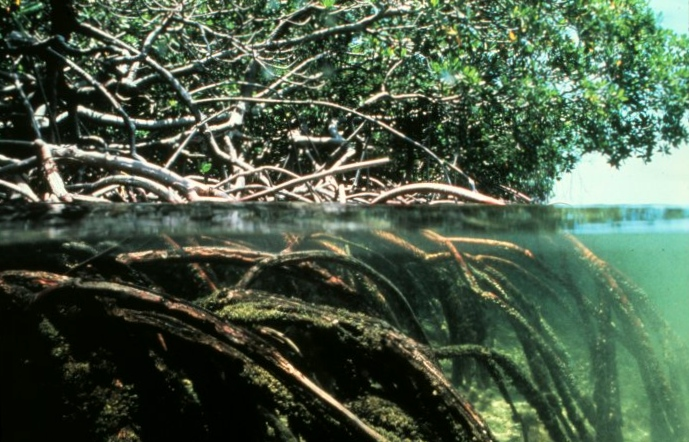
El riu presenta un extens manglar, però preocupa la reducció de la superfície ocupada.

El Paraíba, en el passat, era navegable de Santa Rita fins a la desembocadura, a Cabedelo, i els productors de sucre transportaven les seves mercaderies riu avall amb barcasses. Actualment, el riu ja només és navegable en petites canoes, jangades o vaixells de petit calat (fins a 6 m), i només en alguns trams delimitats. És degut a l'agradació que pateix el riu des de la construcció de preses riu amunt.
El seu curs total té 380 quilòmetres i segueix el sentit sud-oest–est. L'estuari que forma en l'arribada a l'Atlàntic limita amb els municipis de Cabedelo, Lucena, Santa Rita, Bayeux i João Pessoa. Aquí es troben desenes de desembocadures de petits afluents, manglars, el port de Cabedelo i també diverses illes, com les de Restinga, Stuart i Tiriri. Les marees del riu pugen fins a la localitat de Várzea Nova, 30 quilòmetres terra endins.

### Cartografia desactualizada
En els mapes oficials actuals, el riu Paraíba té la seva desembocadura davant de l'Illa d'Eixo, on es divideix en dos braços: un que es dirigeix cap al sud-est (trobant-se amb el riu Sanhauá) i l'altre que va cap al nord-est, rumb a l'Illa Tiriri.
Tanmateix, una inundació en la dècada del 1980 va excavar un nou jaç, duent el Paraíba a canviar el seu curs, en direcció al riu Paroeira. L'antic jaç va assecar-se i va perdre la connexió amb el riu Paraíba, reprenent-la només en els períodes de grans crescudes.
Aquest canvi encara no ha estat registrat en els mapes oficials brasilers, però consta en els mapes de Google Earth, que utilitza imatges de satèl·lits com a paràmetre de mapatge.

### Transvasament del riu São Francisco
Des de 2017, les aigües provinents de la transvasament del riu São Francisco s'incorporen al Paraíba al municipi de Monteiro. Entorn d'un milió de persones són beneficiades pel proveïment d'aigua, a més de generar efectes com l'augment del número de peixos en el riu, amb l'arribada d'espècies de la conca del São Francisco, així com la millora de la qualitat de l'aigua als embassaments. La presa de Boqueirão, que després de sis anys de sequera estava en el seu menor nivell històric (2,9%), va pujar fins al 15,8% el desembre de 2017, vuit mesos després d'obrir-se el canal de transvasament Acauã–Araçagi.
Aquest va ser un projecte a gran escala, pressupostat en 933 milions de reals. Els treballs van començar l'octubre de 2012 i garanteixen el rec de 16.000 hectàrees de conreu i el subministrament d'aigua a 35 ciutats.

## Turisme
A prop de la desembocadura s'hi troba un rellevant punt turísitc paraibà, la Praia do Jacaré (platja del Caiman). A més de locals de restauració i parades d'artesania, destaca el moll des d'on surten embarcacions destinades a fer passejades navegant per l'estuari.
Una de les principals atraccions és l'actuació del saxofonista Jurandy do Sax, que cada vespre, des de l'any 2000 (i ininterrompudament fins les restriccions provocades per la pandèmia de COVID-19, el març de 2020), interpreta des d'una barca el Bolero de Ravel, fent-lo coincidir amb la posta de sol.